# Ilyrové

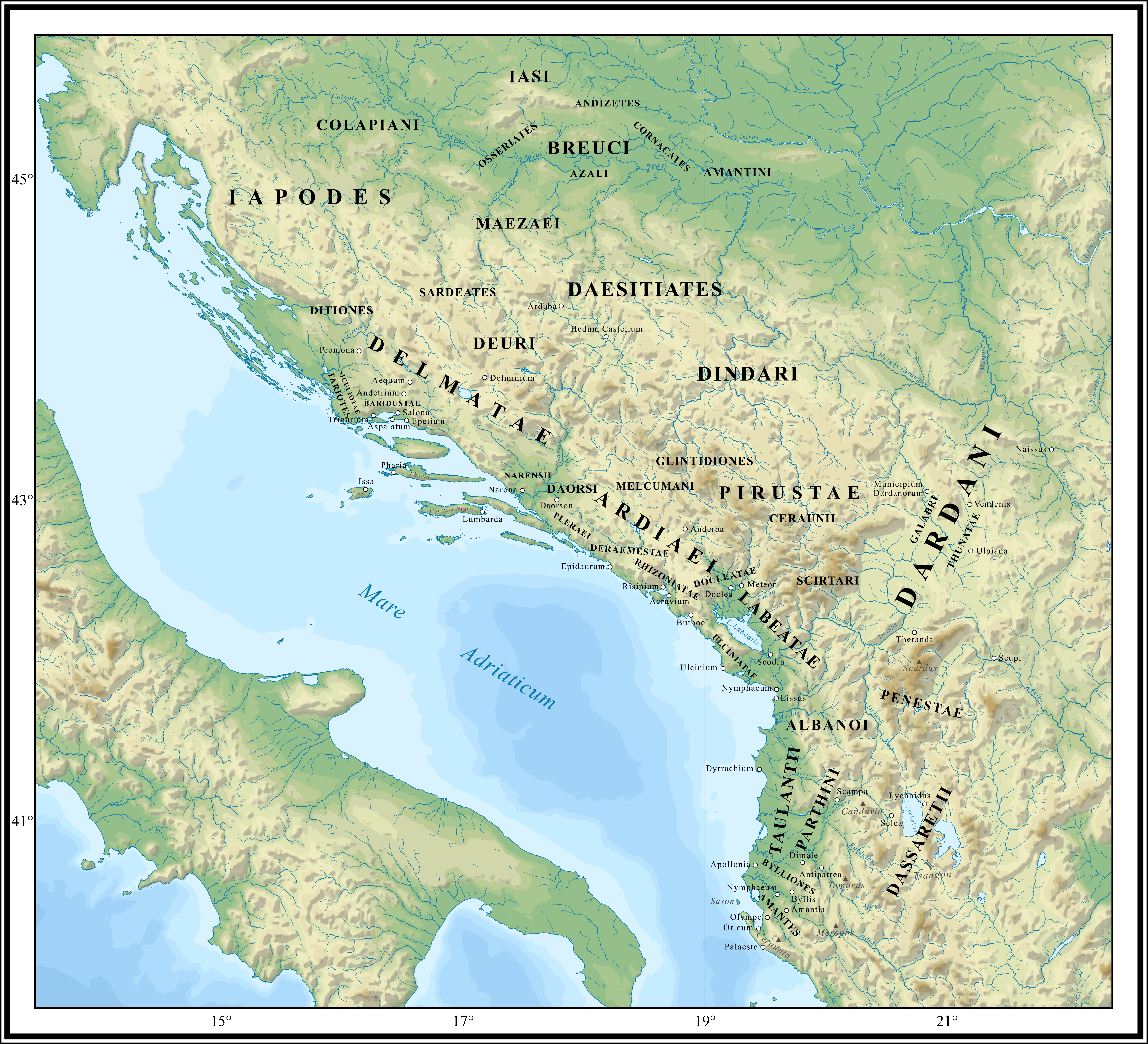
Ilyrské kmeny v 1.–2. století našeho letopočtu.

Ilyrové či Illyrové (starořecky Ἰλλυριοί, Illýrioi; latinsky Illyrii) byla skupina indoevropských národů, které ve starověku obývaly západ Balkánského poloostrova. Spolu s Thráky a Řeky tvořili jednu ze tří hlavních paleo-balkánských populací. Jejich jazykem byla ilyrština a na jejím základě byli mnozí k Ilyrům nepřesně řazeni.
Území, které Ilyrové obývali, později řečtí a římští autoři začali říkat Ilýrie. Oblast odpovídá většině Albánie, Černé Hory, Kosova, velké části Chorvatska a Bosny a Hercegoviny, západního a středního Srbska a některých částí Slovinska mezi Jaderským mořem na západě, řekou Drávou na severu, řekou Moravou na východě a pohořím Kanali na jihu. První zpráva o Ilyrech se datuje do 6. století před naším letopočtem v dílech starověkého řeckého spisovatele Hekataia z Milétu.
Jméno „Ilyrové“, které staří Řekové používali pro své severní sousedy, mohlo odkazovat na širokou, špatně definovanou skupinu národů. Někteří přepokládají, že se ilyrské kmeny nikdy kolektivně neidentifikovaly jako Ilyrové, a že je nepravděpodobné, že by používaly nějaké kolektivní označení vůbec. Zdá se, že jméno Ilyrové je název specifického ilyrského kmene, který se mezi prvními setkal se starými Řeky v době bronzové. Řekové později použili jméno tohoto kmene jako název pars pro toto, pro všechny lidi s podobným jazykem a zvyky.
V archeologických, historických a lingvistických studiích se výzkum Ilyrů od konce 19. do 21. století přesunul od panilyrských teorií, které jako ilyrské dokonce označily skupiny severně od Balkánu, k přesněji definovaným seskupením založeným na ilyrské onomastice a materiální antropologie od 60. let 20. století, kdy byly nalezeny novější nápisy a vykopávky. Existují dvě hlavní ilyrské onomastické oblasti: jižní a dalmatsko-panonská, přičemž oblast Dardanů je oblastí, která se mezi nimi překrývá. Třetí oblast, na sever od nich – která byla ve starověké literatuře obvykle označována jako součást Ilyrie – byla spojena spíše s venetským jazykem než s ilyrštinou. Ilyrské osídlení v Itálii bylo a stále je připisováno několika starověkým kmenům, o nichž se předpokládá, že migrovaly podél pobřeží Jaderského moře na Apeninský poloostrov z geografické původní Ilýrie: Dauniové, Peukétiové a Messapiové (souhrnně známí jako Japygové).
Termín „Ilyrové“ se v historických záznamech naposledy objevuje v 7. století a odkazuje na byzantskou posádku operující v bývalé římské provincii Illyricum. Co se stalo s Ilyry poté, co se v regionu usadili Slované, je předmětem debat mezi vědci a zahrnuje otázku, zda je albánština potomkem ilyrského jazyka.

## Kmeny

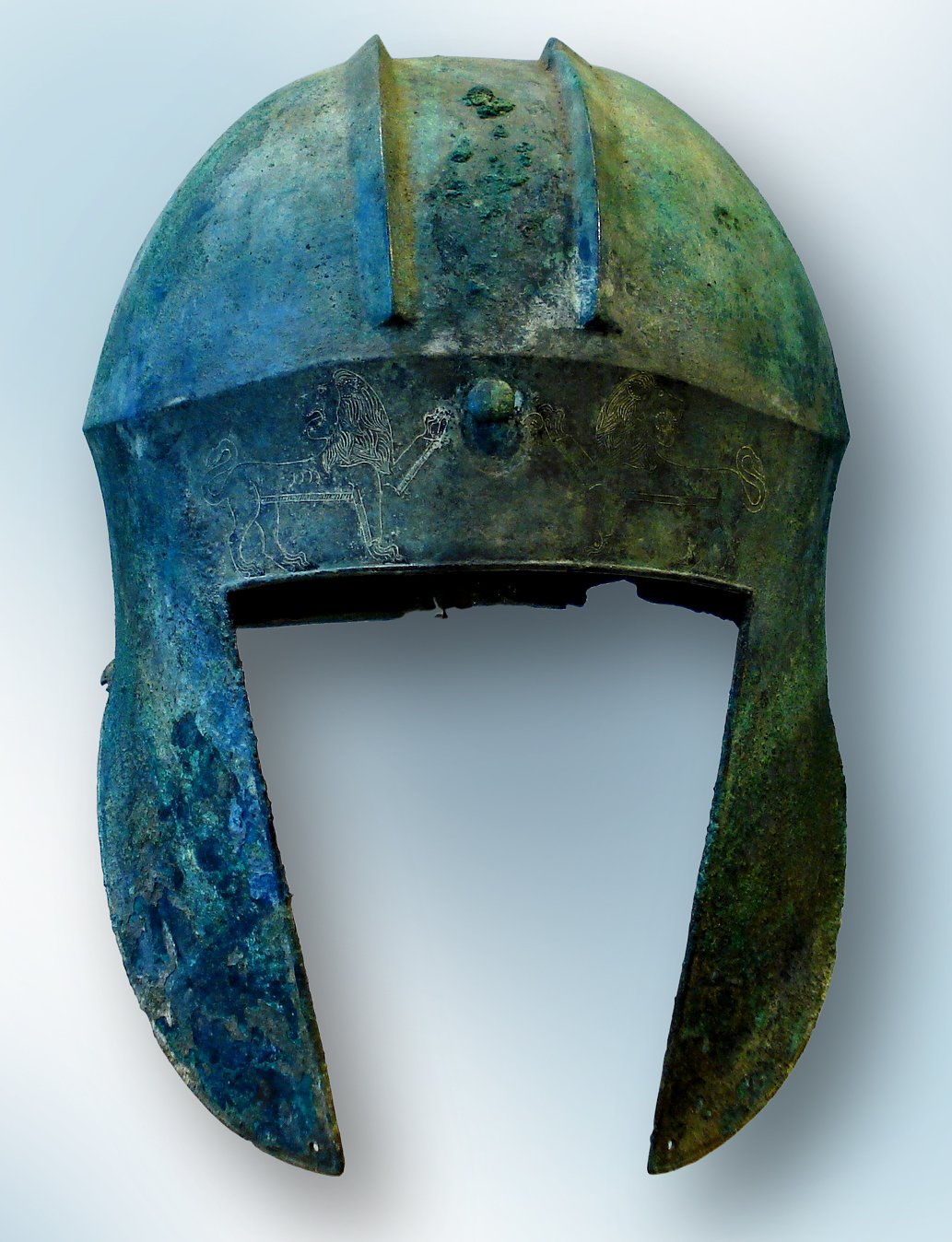
Ilyrská přilba

Pojem „Ilyrové“ je souhrnný název více kmenů. Do Ilyrského kmenového svazu patřili Japodi (žijící na severozápadě bývalé Jugoslávie), Dalmáti (Dalmácie), Liburni (severně od ostrova Krk), Histrové (Istrijský poloostrov), Dokleáti (jih Černé Hory, ve středověku zvaný Duklja) a další. Na území severozápadního Balkánu došlo k jejich stmelení v jeden etnický celek.
Ilyrové se ve velké míře živili chovem ovcí a mořským i sladkovodním rybolovem. Jistou úlohu sehrávalo i pirátství. Díky bohatým ložiskům stříbra měli rozvinutou těžbu a hutnictví; stříbro bylo exportováno do Řecka, odkud se zase dovážely zbraně. Předpokládá se obchod s jantarem ze severu. Pod řeckým vlivem se od 4. století př. n. l. razily stříbrné mince.
Mezi typy ilyrských sídlišť patřila hradiště, nížinné otevřené osady a tzv. palafyty – nákolní stavby. Ilyrové byli pochováváni pod mohylami, které mohly mít v průměru až 100 m. Typický byl skříňkový centrální hrob. Mezi nejznámější mohylníky patří např. Trebenište a Stična.

## Spojitost se Slovany
V 17. a 18. století bylo obvyklé a populární spojovat původ Slovanů se starověkými národy – s Ilyry, ale také s Gety či Sarmaty. Tyto teorie vyvrátil Josef Dobrovský ve svém díle Geschichte der Böhmischen Sprache (1818). V 19. století tuto teorii zastával a obhajoval Pluskal Moravičanský, ale odborníky už nebyl brán vážně; přední český archeolog Lubor Niederle řadil jeho dílo mezi „historická monstra“.